# Česká pirátská strana
Die Česká pirátská strana (Kurzbezeichnung Piráti, ehemals ČPS), deutsch Tschechische Piratenpartei, ist eine  liberal-progressive politische Partei in Tschechien.
Bei der Abgeordnetenhauswahl 2017 erhielt die Partei über 10 Prozent Stimmen und zog mit 22 Mandaten in das tschechische Parlament ein. Mit Zdeněk Hřib stellte die Partei von 2018 bis Februar 2023 den Oberbürgermeister von Prag – der ersten europäischen Hauptstadt mit einem „Piraten“ in einem solchen Amt. Die Partei ist seit 2019 mit drei Abgeordneten im Europäischen Parlament vertreten, wo sie der Fraktion Die Grünen/Europäische Freie Allianz angehört und mit Marcel Kolaja einen der 14 Vizepräsidenten des Europäischen Parlaments stellt.

## Inhaltliches Profil
Als Ergebnis einer im Jahr 2016 durchgeführten Umfrage bei der Leserschaft einer tschechischen Tageszeitung wurde die Piratenpartei in der politischen Mitte verortet. Die als Ergebnis der Umfrage deklarierte Zuordnung zum Liberalismus beruhte jedoch auf einer vereinfachten Definition desselben, die sich von der etwa in Deutschland gängigen Definition sehr erheblich unterscheidet. Die der Umfrage zugrundegelegte Definition des Liberalismus lautete: „Unterstützung alternativer Lebensweisen und Bereitschaft sie als gleichwertig zu akzeptieren.“ Der ehemalige Vorsitzende der Piratenpartei Ivan Bartoš hält das bisherige Links-Rechts-Spektrum der politischen Parteien in Tschechien ohnehin für „überlebt“.

### Innenpolitik
Die Wahlplattform der Partei für die Abgeordnetenhauswahl von 2017 hatte vier Schwerpunkte:
- Kontrolle von Macht und Staatsausgaben durch Transparenz der Regierung und Rechenschaftspflicht der Politiker.
- Vereinfachung der Staatsbürokratie durch Einführung von E-Government.
- Unterstützung für kleine und mittlere Unternehmen und den elektronischen Handel, Bewältigung des Kapitalabflusses von in ausländischem Besitz befindlichen Unternehmen und der Steuervermeidung durch Offshore-Finanzzentren.
- Wahrung der bürgerlichen Freiheiten, Informationsfreiheit, Meinungsfreiheit, Demokratie und verstärkte Beteiligung der Öffentlichkeit an der Entscheidungsfindung (partizipatorische Demokratie).[10]

Die Partei unterstützt die Rechte Homosexueller in Tschechien. Ihre Vertreter äußerten sich gegen das Transatlantische Freihandelsabkommen der EU, Kanadas und der USA (TTIP).

### Europapolitik
Europäische Prioritäten der Partei in fünf Punkten:
- Schutz der europäischen Freiheit vor Bedrohungen von außen durch Stärkung der Verteidigungsfähigkeit, der Unabhängigkeit und der Außengrenze der EU sowie gegen interne Bedrohungen wie Autoritarismus, Extremismus und Zensur
- Transparenz der europäischen Entscheidungsfindung, Dezentralisierung, Bürgerbeteiligung, Subsidiarität und Bürokratieabbau in der EU
- Reform der Besteuerung von Großunternehmen, transparente Verwaltung des europäischen Haushalts, Unterstützung kleiner und mittlerer Unternehmen
- Bekämpfung der Ursachen des Klimawandels und seiner Auswirkungen auf die Umwelt; Abfallwirtschaft und Energiewende, nachhaltige Entwicklung und Unterstützung für ländliche Gebiete und Kleinbauern
- Verbraucherschutz, Unterstützung der sozialen Gleichberechtigung und Schutz der Arbeitnehmerrechte

## Geschichte
Die tschechische Piratenpartei wurde als von Studenten initiierte Graswurzelbewegung gegründet, die sich für politische Transparenz, Bürgerrechte und partizipatorische Demokratie einsetzt. In Anlehnung an die schwedische Piratpartiet wurde Anfang 2009 die Gründung der Partei vorbereitet. Nach dem Erreichen der nötigen Zahl an Unterschriften ist die Česká pirátská strana seit dem 17. Juni 2009 als Partei offiziell registriert.

## Wahlen

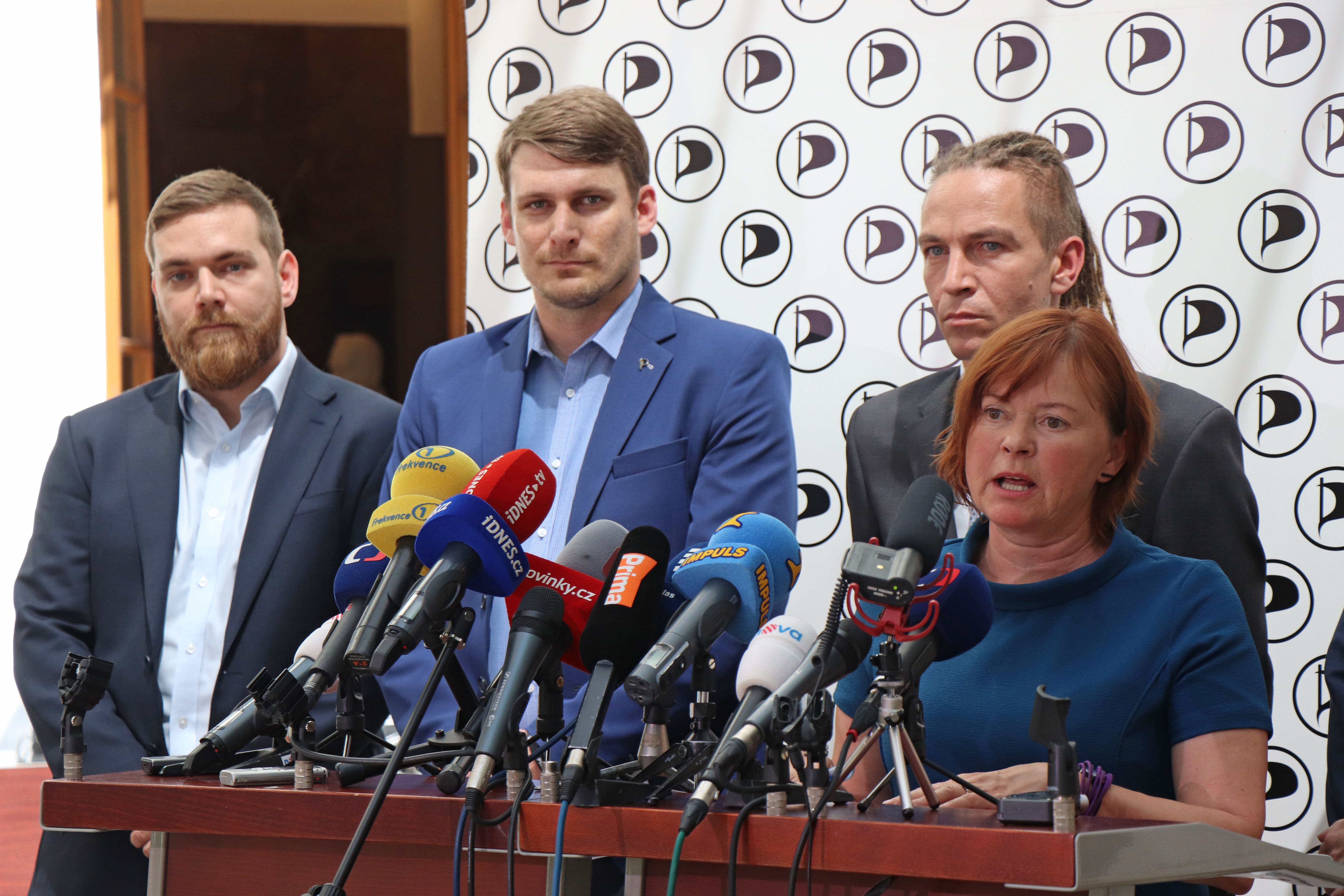
Abgeordnete der Piraten nach der Wahl in 2017: von links Tomáš Vymazal, Lukáš Kolářík, Ivan Bartoš, Dana Balcarová (2019).

Die Česká pirátská strana (ČPS) nahm im Mai 2010 erstmals an den Wahlen zum Abgeordnetenhaus des tschechischen Parlaments teil. Ursprünglich waren die Wahlen schon für Oktober 2009 vorgesehen gewesen. Insgesamt erhielt die Partei 42.323 Stimmen, was einem Anteil von 0,8 % entsprach.
Am 17. Oktober 2010 nahm die Partei an den Kommunalwahlen teil. Im Städtchen Štěpánkovice erzielte sie 13,1 % und gewann zwei Sitze im Stadtrat; in Hostouň kam sie auf 9,3 % der Stimmen und gewann einen Sitz.
Bei den Wahlen zu den Regionalräten am 12./13. Oktober 2012 erhielt die Partei zwischen 1,41 und 3,03 %, im Landesdurchschnitt 2,19 %. Bei der gleichzeitig stattfindenden Senatsteilwahl erhielt der von den Piraten nominierte und von ČPS, KDU-ČSL und Strana zelených unterstützte Kandidat Libor Michálek mit 24,3 % die meisten Stimmen und zog in die Stichwahl am 19./20. Oktober 2012 ein. In der Stichwahl wurde Michálek mit 74,4 % der Stimmen zum Senator gewählt.

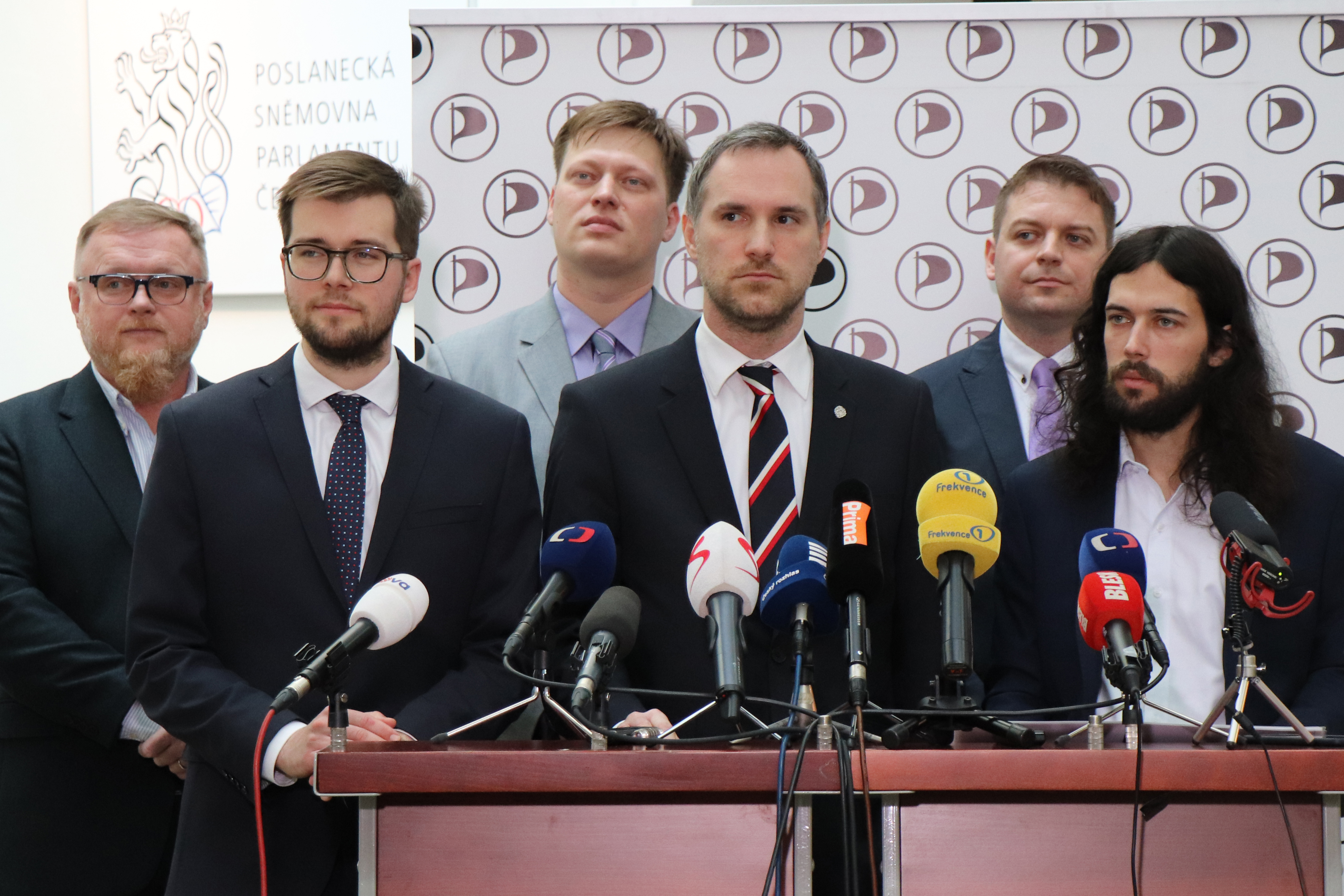
Der Prager Oberbürgermeister Zdeněk Hřib (Mitte) und andere Parteimitglieder

Bei der Parlamentswahl 2013 konnten die Piraten ihr Ergebnis auf 2,6 % (132.417 Stimmen) verbessern. Bei der Europawahl in Tschechien 2014 erhielt die Piratenpartei 72.514 Stimmen; mit dem Stimmenanteil von 4,78 % verfehlte die Partei nur knapp die in Tschechien geltende 5-Prozent-Sperrklausel. Infolgedessen trat Ivan Bartoš als Parteichef zurück. Bei den Lokalwahlen 2014 erhielt die Partei in mehreren Ortsvertretungen Sitze, insbesondere eine Mehrheit in Marienbad, so dass Vojtĕch Franta zum ersten Bürgermeister der Partei in einer tschechischen Stadt wurde.
Bei der Abgeordnetenhauswahl 2017 erzielte die Partei 10,79 % der Stimmen und zog mit 22 Abgeordneten erstmals in die Abgeordnetenkammer ein. In der Senatswahl 2018 gewann der Ökonom Lukáš Wagenknecht einen Sitz im Senat. Mit Stand vom Mai 2021 ist die Piratenpartei durch drei Mitglieder im tschechischen Senat vertreten.
Bei der Prager Kommunalwahl im Oktober 2018 wurden die Piraten mit 17 % der Stimmen zweitstärkste Kraft und bildeten daraufhin die regierende Koalition. Der Stadtrat wählte den Mediziner Zdeněk Hřib am 15. November 2018 zum Primátor (Oberbürgermeister) der Hauptstadt.

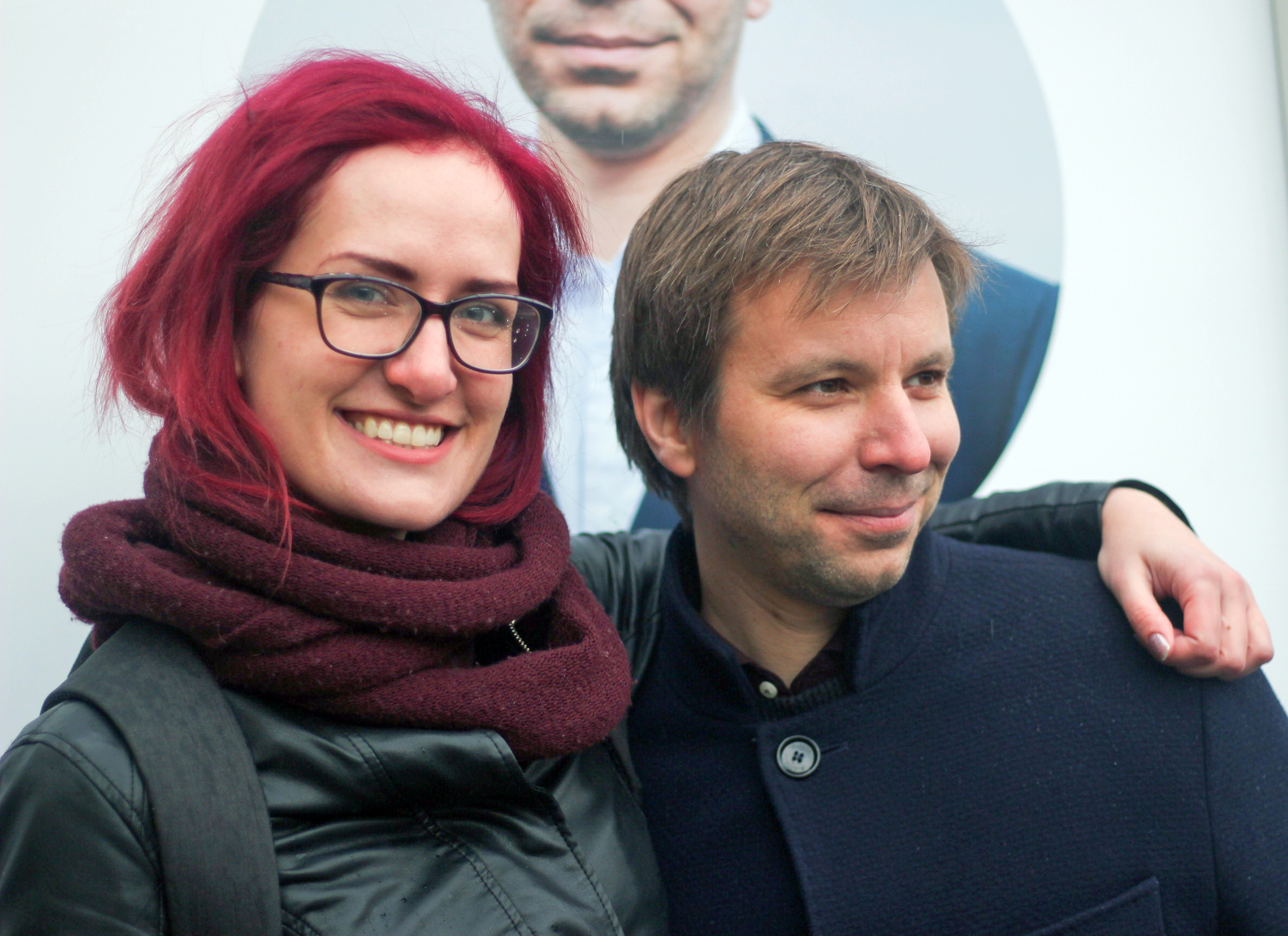
Europawahl in Tschechien 2019. Kandidaten Marcel Kolaja (rechts) und Markéta Gregorová (links).

In der Europawahl in Tschechien 2019 wurden Marcel Kolaja, Markéta Gregorová und Mikuláš Peksa als Mitglieder des Europäischen Parlaments gewählt. Sie traten der Grünen/EFA Fraktion bei und Kolaja wurde am 3. Juli 2019 zu einem der 14 Vizepräsidenten des Europäischen Parlaments gewählt.
Bei der Wahl zum Abgeordnetenhaus 2021 verlor die Partei 18 der bisher gehaltenen 22 Mandate. Die Partei wurde Teil der Koalitionsregierung und stellte in der Regierung Petr Fiala drei Minister: Außenminister Jan Lipavský, Minister für regionale Entwicklung Ivan Bartoš und Michal Šalomoun als Minister ohne Geschäftsbereich. Die Partei beschloss am 1. Oktober 2024, die Koalition zu verlassen.
Bei der Europawahl in Tschechien 2024 erhielt die Partei 6,2 % der Stimmen und damit einen Sitz. Markéta Gregorová wurde erneut als Mitglied des Europäischen Parlaments gewählt.

## Internationale Verbindungen
Die Tschechische Piratenpartei (ČPS) ist stimmberechtigtes Mitglied der Pirate Parties International (PPI), des Weltverbands der Piratenparteien. Im März 2011 wurde Marcel Kolaja, Mitglied der ČPS, zu einem der beiden Co-Präsidenten der PPI gewählt. Weiterhin ist die ČPS Mitglied der Europäischen Piratenpartei und ist seit 2017 mit zwei Mitgliedern in deren Vorstand vertreten.

## Vorsitzende

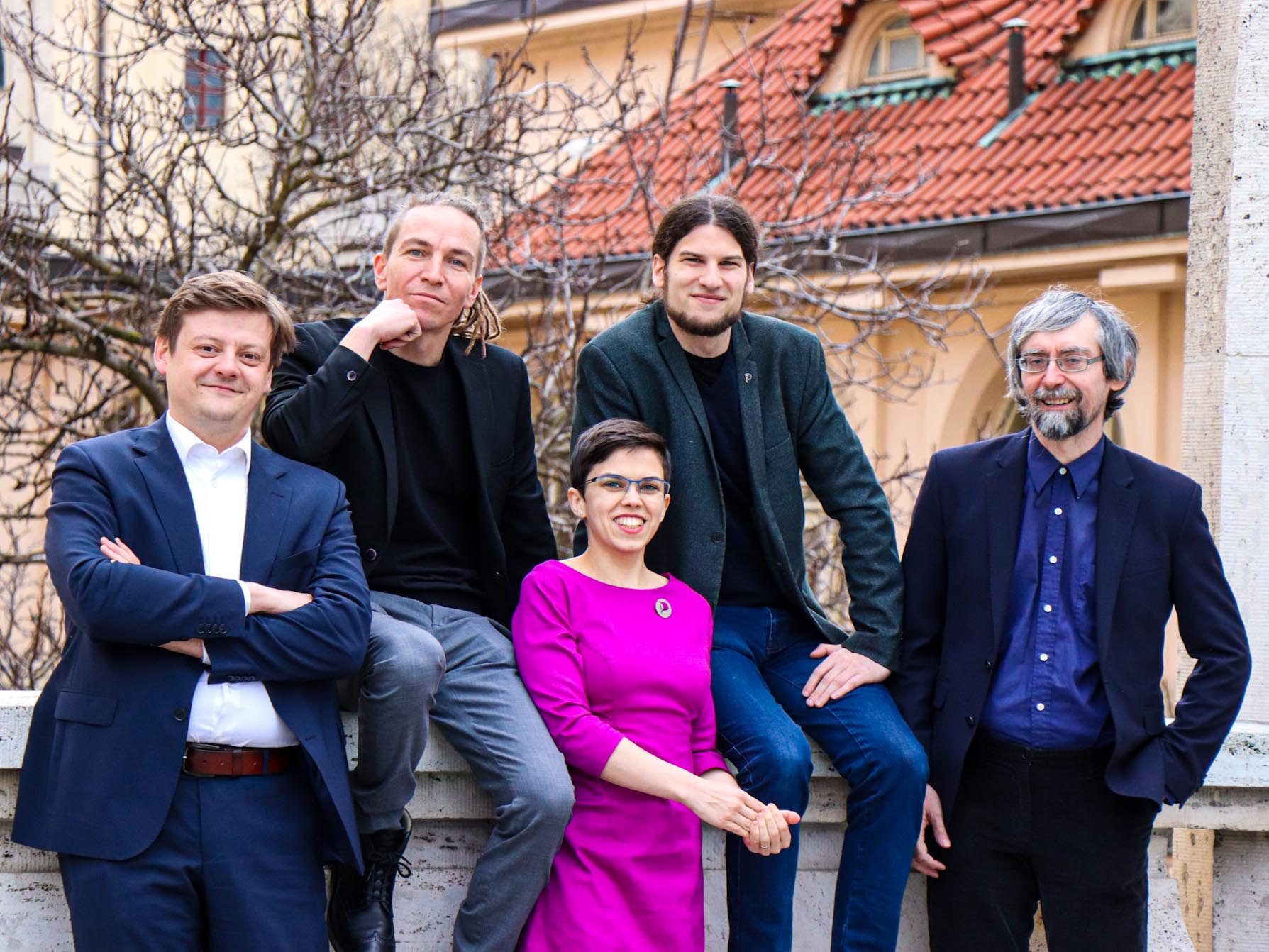
Parteivorsitzender Ivan Bartoš und seine Stellvertreter im Februar 2020

Als Vorsitzende der tschechischen Piratenpartei waren folgende Politiker tätig:
- 2009: Kamil Horký,
- 2009–2014: Ivan Bartoš,
- 2014–2016: Lukáš Černohorský,
- 2016–2024 erneut Ivan Bartoš,
- seit 2024 Zdeněk Hřib.